# Renate Grasberger
Renate Grasberger (* 1941 in Wien) ist eine österreichische Musikwissenschaftlerin.
Renate Grasberger studierte Keramik an der Universität für angewandte Kunst Wien sowie Kunstgeschichte an der Universität Wien. 1960 begann sie eine Bibliotheksausbildung an der Österreichischen Nationalbibliothek. Von 1964 bis 1966 war sie in der dortigen Musiksammlung und danach bis 1976 an der Bibliothek des Bundesministeriums für Finanzen. Von 1978 bis 2006 arbeitete sie am Anton Bruckner Institut Linz (ABIL) in Linz und Wien mit. Seit 2007 ist Grasberger ehrenamtlich am Anton-Bruckner-Projekt bei der Kommission für Musikforschung (KMf) tätig.
Ihre Forschungsschwerpunkte liegen bei der Bibliografie, Ikonografie und Dokumentation des Lebenswerks des Komponisten Anton Bruckner. Als ihre bedeutendste Publikation gilt das 1977 herausgegebene Werkverzeichnis Anton Bruckner (WAB), das erste systematische Werkverzeichnis zu Bruckner. Im Rahmen ihrer Tätigkeit am KMf arbeitet sie zurzeit an einer zweiten Auflage des WAB. Bedeutsam ist auch die dreibändige Bruckner-Ikonographie.
Renate Grasberger war mit dem Musikwissenschaftler Franz Grasberger (1915–1981) verheiratet.